# 索拉庫喬山
18°19′S 69°2′W / 18.317°S 69.033°W

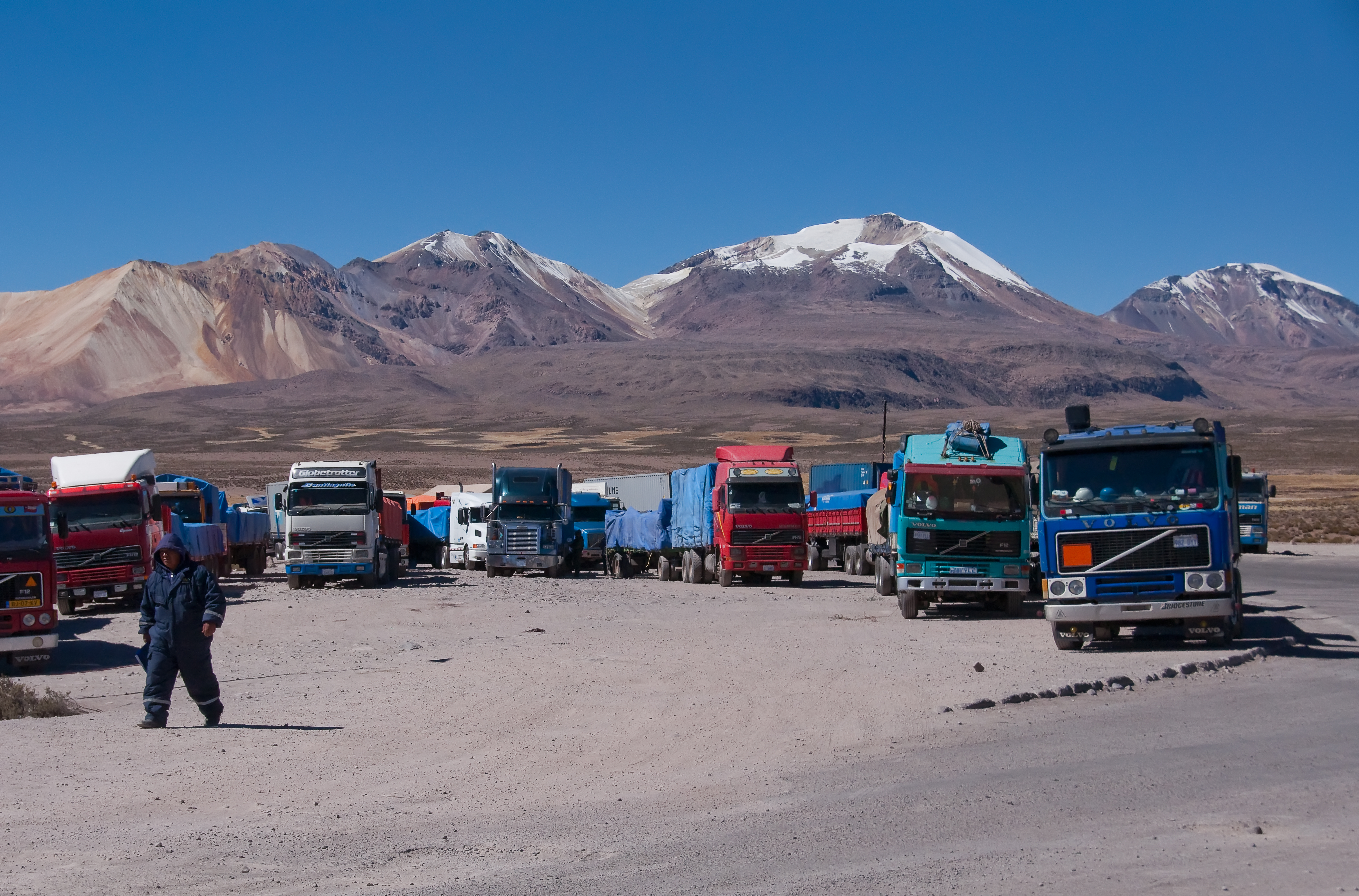

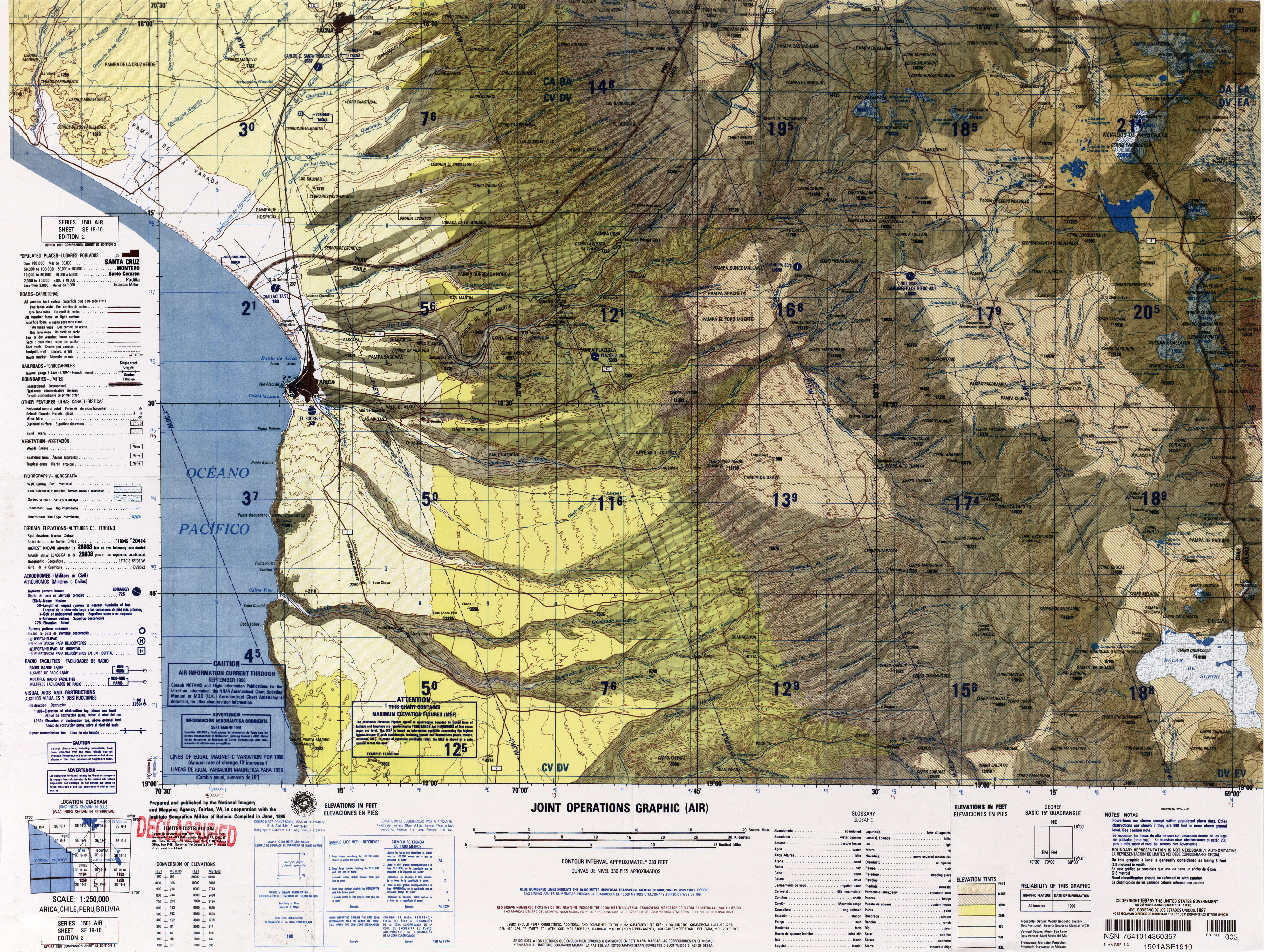

索拉庫喬山（Sura K'uchu），是南美洲的山峰，位於玻利維亞和智利接壤的邊境，屬於安第斯山脈中玻利維亞西部山脈的一部分，海拔高度約5,333米。